# Tutuila
Tutuila és l'illa més gran i principal de l'arxipèlag de Samoa Nord-americana, així com la tercera illa de la cadena de les illes Samoa. És característic el seu gran port natural, on es troba la capital del territori, Pago Pago.

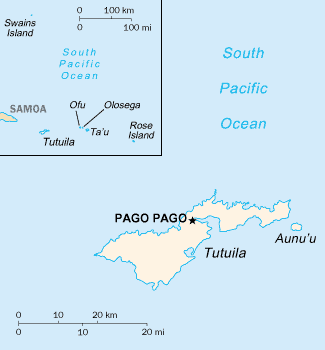
Situació de Tutuila

Fa una superfície de 140,293 quilòmetres quadrats, i acull una població de 55.876 persones (cens de l'any 2000), de les quals 11.500 viuen a Pago Pago. El seu punt més elevat és el Matafao, amb 653 metres.
Políticament, està dividida en dos districtes de Samoa nord-americana, l'Est i l'Oest.
A principis del segle xix, l'illa va ser denominada Maouna.